# Reazione di Briggs-Rauscher
La reazione di Briggs-Rauscher (detta anche "pendolo chimico") è un esempio di reazione oscillante caratterizzata dal visibile cambiamento periodico di colore assunto dalla soluzione. Si tratta di una reazione multi-step con meccanismo complesso tra perossido di idrogeno, acido malonico e iodato, catalizzata da ione manganese e un acido forte. Solo la concentrazione degli intermedi di reazione oscilla nel tempo, mentre la concentrazione di perossido di idrogeno, acido malonico e iodato diminuisce continuamente nel tempo. In termini scientifici di dinamica non lineare, questo è chiamato oscillazione lontano dall'equilibrio. Questa caratteristica differenzia le reazioni chimiche oscillanti dal pendolo (oscillatore fisico) in cui le oscillazioni si verificano lungo il punto di equilibrio. L'uso della salda d'amido permette di evidenziare tale carattere oscillante passando da una colorazione chiara (colore giallo ambra) al blu scuro e viceversa, nell'arco di un determinato intervallo di tempo. È stato dimostrato, tuttavia, che l'amido non è solo un indicatore di iodio nella reazione. In presenza di amido il numero di oscillazioni è più alto e i tempi di periodo sono più lunghi rispetto alle miscele prive di amido. È stato anche scoperto che il segmento di consumo di iodio entro un periodo di oscillazione è anche significativamente più lungo nelle miscele contenenti amido. Ciò suggerisce che l'amido agisce come una riserva per lo iodio e lo ioduro a causa dell'equilibrio amido-triioduro, modificando così la cinetica delle fasi in cui sono coinvolti iodio e ioduro. 
La reazione è stata proposta come una procedura di analisi per gli antiossidanti polifenolici presenti in frutta e verdura. Ciò si basa sul fatto che con l'aggiunta di antiossidanti, le oscillazioni vengono temporaneamente interrotte. Tuttavia, questa analisi non è adatta per quantificare la forza antiossidante dell'acido ascorbico e di altri antiossidanti con carattere fortemente riducente. È stato scoperto che l'acido salicilico non ha interrotto le oscillazioni immediatamente dopo essere stato aggiunto alla miscela attiva di Briggs-Rauscher. Nell'intervallo di bassa concentrazione l'acido salicilico ha solo smorzato le oscillazioni, mentre in concentrazioni più elevate l'effetto di smorzamento era molto più forte. L'acido solfosalicilico, un derivato dell'acido salicilico, non ha praticamente influenzato le oscillazioni.

## Reazioni coinvolte
La reazione globale è:
{\displaystyle {\ce {IO3^{-}\ +\ 2H2O2\ +\ CH2(CO2H)2\ +\ H^{+}->ICH(CO2H)2\ +\ 2O2\ +\ 3H2O}}}
che avviene attraverso dei passaggi radicalici e non radicalici intermedi, dipendenti dalla concentrazione di ioni ioduro {\displaystyle {\ce {I^{-}}}}:
{\displaystyle {\ce {IO3^{-}\ +\ 2H2O2\ +\ H^{+}->HIO\ +\ 2O2\ +\ 2H2O}}}
{\displaystyle {\ce {HIO\ +\ CH2(CO2H)2->ICH(CO2H)2\ +\ H2O}}}
La prima reazione corrisponde alla riduzione dello iodato ad acido ipoiodoso ({\displaystyle {\ce {HIO}}}).
La seconda reazione corrisponde all'{\displaystyle \alpha -}alogenazione dell'acido malonico.
La riduzione dello iodato avviene secondo un meccanismo di reazione radicalico oppure non radicalico:
- avviene per via radicalica (e con una velocità di reazione più elevata) quando la concentrazione dello ione {\displaystyle {\ce {I^{-}}}} è bassa;
- avviene per via non radicalica (e con una velocità di reazione più bassa) quando la concentrazione dello ione {\displaystyle {\ce {I^{-}}}} è elevata.

## Svolgimento in laboratorio
Per realizzare la reazione di Briggs-Rauscher in laboratorio sono necessari i seguenti reagenti:
- perossido di idrogeno (soluzione al 35% in peso)
- acido solforico (concentrato al 99%, d= 1,844)
- iodato di potassio
- solfato manganoso
- acido malonico
- amido: (C6H10O5)n.

Questa è la sequenza di operazioni da eseguire:
- si riempie un becher (A) con perossido di idrogeno diluito (250 ml);
- si aziona un agitatore magnetico in un altro becher (B) colmo d'acqua (1 L), quindi si versa l'acido solforico (9 mL) attraverso una pipetta in vetro e si aggiunge la polvere di iodato di potassio (43 g). Si versa acqua bollente per favorire la dissoluzione dello iodato;
- in un terzo becher (C) viene messa acqua bollente, quindi vengono disciolti amido (0,3 g), acido malonico (15,5 g) e solfato manganoso (3 g);
- i contenuti dei becher B e C vengono miscelati tra loro da un agitatore magnetico;
- alla miscela di B e C si aggiunge il contenuto del becher A.

A questo punto, si osservano dei cambiamenti cromatici periodici, dovuti allo iodio (giallo ambra) e al complesso dell'amido con lo iodio (blu scuro).